# Brood der armen

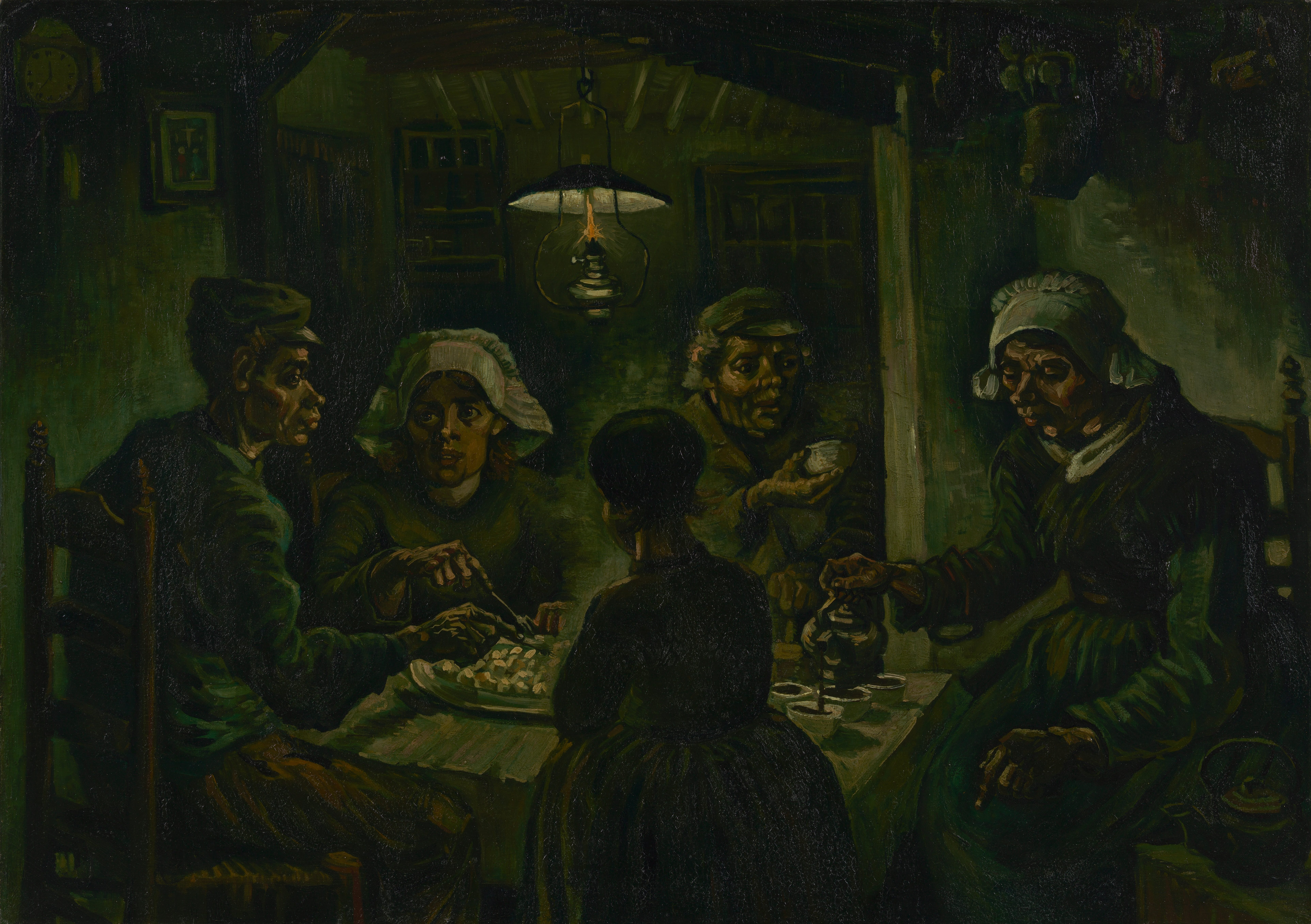
Het brood der armen: Aardappelen

Onder het brood der armen worden enkele uiteenlopende begrippen verstaan:
- Roggebrood, daar waar de rijkeren gewoonlijk tarwebrood aten, zie ook: ergotisme.
- Aardappelen, een goedkope bron van zetmeel, zie ook: De aardappeleters
- Brood dat in de middeleeuwen op bepaalde dagen aan de armen werd uitgedeeld, bijvoorbeeld door kloosters.